# Jean-Luc Chabanon
Pour les articles homonymes, voir Chabanon (homonymie).
Jean-Luc Chabanon, né le 13 août 1971 à Clermont-Ferrand, est un joueur d'échecs français, grand maître international (GMI) depuis 2001.
En décembre 2016 il est 33e joueur d'échecs français avec un classement Elo de 2 487 points.

## Carrière
En 1984, il est champion de France dans la catégorie des minimes. En 1990, il obtient la nulle face à l'ancien champion du monde Mikhaïl Tal lors d'une simultanée. Il reçoit l'année suivante le titre de maître international et entame alors une carrière de joueur professionnel. En 1993, il est vice-champion de France, derrière Emmanuel Bricard. 
Il devient en 2001 grand maître international, et termine à la 1re-3e place du championnat de Paris d'échecs en 2002 (troisième au départage). En 2003, il s'adjuge le tournoi d'échecs de Reggio Emilia au départage.
Il a par ailleurs été l'entraîneur de Marie Sebag et, en 2002, le capitaine (sélectionneur) de l'équipe de France féminine.
En février 2015 il finit deuxième au tournoi de Clermont-Ferrand.
En aout 2016 il gagne le championnat de France d'accession, se qualifiant ainsi pour le championnat de France 2017.

## Compétitions par équipe
Dans les compétitions par équipe, il a été sélectionné à deux reprises en équipe de France, dans les années 1990 : il participa à l'Olympiade d'échecs de 1990 comme deuxième remplaçant. Lors du championnat du monde par équipes de moins de 26 ans en 1993, la France finit troisième de la compétition.
En 1986, il intègre le club de Cannes, avec lequel il monte à de nombreuses reprises sur le podium du Championnat de France d'échecs des clubs. Entre 1986 et 2004, il ne quittera le club de Cannes qu'à 3 reprises avec un titre de vice-champion de France des clubs avec Clichy et 2 saisons pour son club d'origine l'Échiquier Clermontois promu alors en première division. En 2002 et 2007, il est sacré champion de Belgique par équipes avec le club de Liège. En 2005, il rejoint le club d'Évry avec lequel il obtient le titre de champion de France par équipes en 2009.